# 미셸 조너
미셸 자우너(Michelle Zauner, 1989년 3월 29일 ~ )는 미국의 음악가, 감독, 작가이자, 밴드 재패니즈 브렉퍼스트의 리드 보컬이다. 2021년 회고록 《Crying in H Mart》를 출간하며 작가 데뷔했다.

## 배경
1989년 3월 29일 대한민국의 서울에서 한국인 어머니와 유대계 미국인 아버지 사이에서 태어났다. 아홉 달이 되자 부모와 오리건주의 유진으로 이사를 가서 그곳에서 쭉 자랐다.
재패니즈 브렉퍼스트라는 이름으로 활동하기 전에, 리틀 걸, 빅 스푼(Little Girl, Big Spoon)이라는 가명으로 솔로 프로젝트를 하였다. 브린마 칼리지의 학생일 때는 브린 마와 해버퍼드 칼리지의 학생들로 멤버가 구성된 인디 팝 밴드 포스트 포스트에서 프론트로 활동하였다. 이후에는 필라델피아를 기점으로 활동한 이모 밴드 리틀 빅 리그에 합류하였다. 해당 밴드에서 2011년부터 2014년까지 프론트로 섰으며, 2013년 어머니가 암에 걸리자 고향으로 돌아갔다.

## 음반 목록

### Little Big League
- These Are Good People (2013)
- Tropical Jinx (2014)

### Bumper
- pop songs 2020 (2020)